# تایلر جانسون (موسیقی‌دان)
تایلر جانسون (انگلیسی: Tyler Johnson) تهیه‌کننده موسیقی و ترانه‌پرداز اهل ایالات متحده آمریکا است. او هشت بار نامزد جایزه گرمی را به دست آورده و سه بار برنده شده است. او در کار تهیه‌کنندگی موسیقی و ترانه‌سرایی با خوانندگانی همچون جان لجند، هری استایلز، مایلی سایرس، هالزی و بیانسه همکاری داشته است.